# VTV 1
VTV 1 (från Vartiotykkivene 1: Patrullkanonbåt 1, tidigare Pansarbåt 251 i sovjetisk tjänst) var en finländsk kanonbåt som tjänstgjorde under andra världskriget i den finländska marinen. 
VTV 1 hittades nära Pukkio i augusti 1941. Det kraftigt bestyckade och bepansrade fartyget av typ 1125 -klass bärgades och reparerades. Fartyget hade skadats av granater och man hade kört den upp på land för att förhindra att den sjönk. Efter en kort säsong i Finska viken överfördes fartyget till Onegasjön